# 시망 마테 주니오르
시망 마테 주니오르(포르투갈어: Simão Mate Junior, 1988년 7월 23일 ~ )는 모잠비크의 축구 선수이다.